# János Greminger
János Greminger (Szeged, 5 de maio de 1928) é um ex-basquetebolista húngaro que representou a seleção húngara entre 1952 e 1964 e conquistou a medalha de ouro no EuroBasket 1955 disputado na Hungria.